# Ultimate Demolition Derby
Ultimate Demolition Derby es un videojuego de carreras de combate en vehículos desarrollado por 3 Romans y publicado por Global Star Software para Windows. Fue lanzado el 16 de septiembre de 2003.

## Jugabilidad
Ultimate Demolition Derby es un juego de carreras de combate en vehículos. El objetivo principal es destruir a tus oponentes para ganar. Hay cuatro modos de juego diferentes en cuatro ubicaciones distintas para competir. Los choques y las maniobras espectaculares otorgan puntos para la clasificación. Se puede recoger potenciadores como bombas y cohetes para usarlos contra los oponentes.
Cuenta con 12 pistas y 9 coches; 4 modos para un jugador y juego en línea para hasta cinco jugadores;
Smash Race: Se debe conducir 5 vueltas a lo largo de la pista (hay ramas) desde el exterior de la arena, encajando en intervalos de tiempo cortos entre los puntos de control (anillos a través de los cuales se debe saltar desde pequeñas rampas).
Stunt Race: Se debe conducir 5 vueltas en el mismo lugar, mientras se salta desde una rampa, haciendo volteretas en el aire, por lo que obtienes puntos.
Masacre y Arena: Carreras de supervivencia en 4 arenas. El objetivo es sobrevivir durante 5 minutos o derrotar a todos los oponentes. La diferencia entre los modos es que en Massacre los 4 oponentes te están cazando, y en Arena cada uno lucha por sí mismo.
Se puede seleccionar protección para parachoques, puntas giratorias para discos, aceleradores y un extintor de incendios.
Daños: Cristales rotos, carrocería abollada, piezas saltan, motor arde, el coche explota al ser destruido.

## Recepción
Ultimate Demolition Derby recibió críticas "generalmente desfavorables" en el sitio web agregador de reseñas Metacritic.
GameZone escribió: "Aunque los controles de teclado eran decentes, jugar con mando en los modos de carrera era insoportable. Hay cuatro arenas diferentes para competir o chocar, y algunas ideas ingeniosas como la masacre y la arena, pero en general, la jugabilidad repetitiva y la molesta detección de colisiones se volvieron aburridas rápidamente".
Cheat Code Central escribió: "La falta de realismo, física, gráficos y buenos diseños de niveles harían que cualquier jugador añorara la Super Nintendo solo para jugar un juego decente por un tiempo".
PC Gamer escribió: "Mecánica de juego pésima, gráficos pésimos, IA pésima, opciones de juego pésimas y compatibilidad con mandos pésima".
GameSpot escribió: "Es un juego horrible de principio a fin, y nadie lo disfrutará. En resumen: no lo jueguen".